# Mogurnda oligolepis
Mogurnda oligolepis är en fiskart som beskrevs av Allen och Jenkins, 1999. Mogurnda oligolepis ingår i släktet Mogurnda och familjen Eleotridae. Inga underarter finns listade i Catalogue of Life.